# Copa América 2024
Copa América 2024, česky též Mistrovství Jižní Ameriky ve fotbale 2024, bylo 48. mistrovství pořádané fotbalovou asociací CONMEBOL. Konalo se od 20. června do 14. července 2024 ve Spojených státech amerických. Pro tento ročník se do organizace události zapojila i asociace CONCACAF, tedy fotbalová asociace Severní a střední Ameriky.
Vítězství z roku 2021 obhájila reprezentace Argentiny.
Turnaj se odehrál v USA, které hostily již ročník 2016. Finále se odehrálo 14. července (15. července našeho času) na stadionu Hard Rock Stadium v Miami Gardens, v Miami ve státě Florida.

## Výběr pořadatele
Pořadatelství ročníku 2024 bylo očekáváno od Ekvádoru dle pořadí federace CONMEBOL, v jakém se jednotlivé země střídají v organizování turnajů. Zároveň měl být turnaj přesunut termínově paralelně k EURO. Ovšem prezident CONMEBOLu Alejandro Domínguez prohlásil, že Ekvádor byl nominován, ale ještě nevybrán. V listopadu 2022 pak Ekvádor formálně odmítl pořadatelství. Zájem organizovat turnaj projevily Peru a Spojené státy americké.
Dne 27. ledna 2023 společně federace CONMEBOL a CONCACAF oznámily nové strategické partnerství a zároveň přiřadily organizaci ročníku 2024 Spojeným státům. Byla také oznámena změna, kdy do turnaje zasáhne i 6 nejlepších týmů federace CONCACAF na základě výsledků kvalifikace z Ligy národů CONCACAF 2023/24. Turnaj má také sloužit jako zkouška před pořádáním Mistrovství světa ve fotbale 2026, které společně budou hostit USA, Kanada a Mexiko.

## Týmy

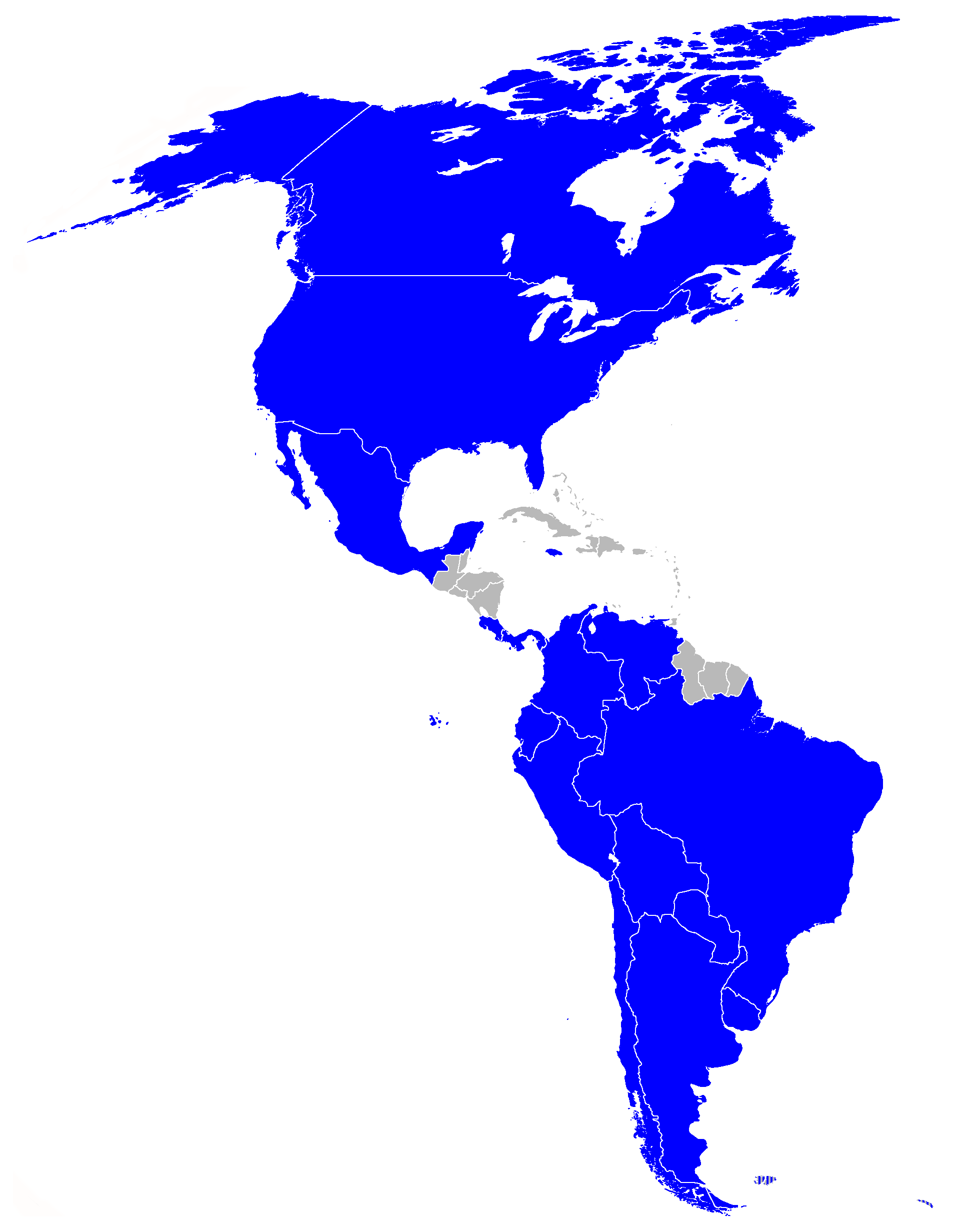
Mapa zúčastněných zemí.

### Kvalifikace
Do turnaje zasáhlo 16 zemí: 10 ze zemí CONMEBOL a 6 zemí z federace CONCACAF.
Z asociace CONMEBOL se turnaje účastní všech 10 členů, z asociace CONCACAF jde o 4 vítězné čtvrtfinalisty Ligy A z Ligy národů CONCACAF 2023/24 a dále o 2 vítěze play-off mezi poraženými čtvrtfinalisty.  Na rozdíl od Copa América 2016 se reprezentace USA nekvalifikovala přímo jako pořadatelé, ale získala místo vítězstvím ve svém čtvrtfinále proti Trinidadu a Tobagu.
| CONMEBOL (10 týmů)                                                                                              | CONCACAF (6 týmů) |
| --- | --- |
| - Argentina (obhájci) - Bolívie - Brazílie - Chile - Kolumbie - Ekvádor - Paraguay - Peru - Uruguay - Venezuela | - Jamajka (Semifinalisté Ligy národů CONCACAF 2023/24) - Mexiko (Semifinalisté Ligy národů CONCACAF 2023/24) - Panama (Semifinalisté Ligy národů CONCACAF 2023/24) - USA (Semifinalisté Ligy národů CONCACAF 2023/24) - Kanada (Vítěz playoff mezi čtvrtfinalisty Ligy národů CONCACAF 2023/24) - Kostarika (Vítěz playoff mezi čtvrtfinalisty Ligy národů CONCACAF 2023/24) |

## Soupisky
Podrobnější informace naleznete v článku Copa América 2024 (soupisky).
Maximální počet hráčů na soupisce byl navýšen z 23 na 26; týmy měly odeslat svůj seznam minimálně 23 a maximálně 26 hráčů do 15. června 2024.

## Los a nasazení

### Nasazení
První koš sestával z obhájce vítězství Argentiny (byla přiřazena do skupiny A), aktuálního držitele Zlatého poháru CONCACAF, kterým je Mexiko (bylo přiřazeno do skupiny B); dále zde byly další nejlépe postavené týmy v CONMEBOL (Brazílie, která byla přiřazena do skupiny C) a CONCACAF (USA, které tak byly přiřazeny do skupiny D).
Ostatní týmy byly rozděleny do výkonnostních košů dle pořadí v žebříčku FIFA.
Po losu se v jedné skupině nesměli nacházet více než 3 zástupci CONMEBOL a více než 2 zástupci CONCACAF.
| Tým             | Poř. |
| --------------- | ---- |
| Argentina       | 1    |
| Mexiko          | 14   |
| USA (pořadatel) | 12   |
| Brazílie        | 5    |

| Tým      | Poř. |
| -------- | ---- |
| Uruguay  | 11   |
| Kolumbie | 15   |
| Ekvádor  | 32   |
| Peru     | 35   |

| Tým       | Poř. |
| --------- | ---- |
| Chile     | 40   |
| Panama    | 41   |
| Venezuela | 49   |
| Paraguay  | 53   |

| Tým       | Poř. |
| --------- | ---- |
| Jamajka   | 55   |
| Bolívie   | 85   |
| Kanada    | 50   |
| Kostarika | 54   |

Poznámky
1. 1 2  V době losu nebyl tým ještě znám, protože los proběhl před playoff mezi čtvrtfinalisty Ligy národů CONCACAF 2023/24.

### Los
| Pos | Tým       |
| --- | --------- |
| A1  | Argentina |
| A2  | Peru      |
| A3  | Chile     |
| A4  | Kanada    |

| Pos | Tým       |
| --- | --------- |
| B1  | Mexiko    |
| B2  | Ekvádor   |
| B3  | Venezuela |
| B4  | Jamajka   |

| Pos | Tým     |
| --- | ------- |
| C1  | USA     |
| C2  | Uruguay |
| C3  | Panama  |
| C4  | Bolívie |

| Pos | Tým       |
| --- | --------- |
| D1  | Brazílie  |
| D2  | Kolumbie  |
| D3  | Paraguay  |
| D4  | Kostarika |

Poznámky
1. 1 2  V době losu nebyl tým ještě znám, protože los proběhl před playoff mezi čtvrtfinalisty Ligy národů CONCACAF 2023/24.

## Skupinová fáze
Formát skupinové fáze je odehrání zápasů ve skupinách způsobem každý s každým. Nejlepší dva celky z každé skupiny postupují do čtvrtfinále.
Všechny časy zápasů jsou uvedeny v SELČ (UTC +2).

### Skupina A
| Tým       | Z | V | R | P | VG | IG | +/- | B | Výsledek                  |
| --------- | - | - | - | - | -- | -- | --- | - | ------------------------- |
| Argentina | 3 | 3 | 0 | 0 | 5  | 0  | +3  | 9 | Postup do vyřazovací fáze |
| Kanada    | 3 | 1 | 1 | 1 | 1  | 2  | -1  | 4 | Postup do vyřazovací fáze |
| Chile     | 3 | 0 | 2 | 1 | 0  | 1  | -1  | 2 | Nepostup ze skupiny       |
| Peru      | 3 | 0 | 1 | 2 | 0  | 3  | -1  | 1 | Nepostup ze skupiny       |

| 21. června 2024 02:00    |        |        |                                                                          |
| Argentina                | 2 : 0  | Kanada | Mercedes-Benz Stadium, Atlanta diváci: 70 564 rozhodčí: Jesús Valenzuela |
| Álvarez 49' Martínez 88' | Report |        | Mercedes-Benz Stadium, Atlanta diváci: 70 564 rozhodčí: Jesús Valenzuela |

| 22. června 2024 02:00 |        |       |                                                                 |
| Peru                  | 0 : 0  | Chile | AT&T Stadium, Arlington diváci: 43 030 rozhodčí: Wilton Sampaio |
|                       | Report |       | AT&T Stadium, Arlington diváci: 43 030 rozhodčí: Wilton Sampaio |

| 26. června 2024 00:00 |        |           |                                                                           |
| Peru                  | 0 : 1  | Kanada    | Children's Mercy Park, Kansas City diváci: 15 625 rozhodčí: Mario Escobar |
|                       | Report | David 74' | Children's Mercy Park, Kansas City diváci: 15 625 rozhodčí: Mario Escobar |

| 26. června 2024 03:00 |        |              |                                                                          |
| Chile                 | 0 : 1  | Argentina    | MetLife Stadium, East Rutherford diváci: 81 106 rozhodčí: Andrés Matonte |
|                       | Report | Martínez 88' | MetLife Stadium, East Rutherford diváci: 81 106 rozhodčí: Andrés Matonte |

| 30. června 2024 02:00 |        |      |                                                                              |
| Argentina             | 2 : 0  | Peru | Hard Rock Stadium, Miami Gardens diváci: 64 972 rozhodčí: César Arturo Ramos |
| Martínez 47, 86'      | Report |      | Hard Rock Stadium, Miami Gardens diváci: 64 972 rozhodčí: César Arturo Ramos |

| 30. června 2024 02:00 |        |       |                                                                  |
| Kanada                | 0 : 0  | Chile | Inter&Co Stadium, Orlando diváci: 24 481 rozhodčí: Wilmar Roldán |
|                       | Report |       | Inter&Co Stadium, Orlando diváci: 24 481 rozhodčí: Wilmar Roldán |

### Skupina B
| Tým       | Z | V | R | P | VG | IG | +/- | B | Výsledek                  |
| --------- | - | - | - | - | -- | -- | --- | - | ------------------------- |
| Venezuela | 3 | 3 | 0 | 0 | 6  | 1  | +5  | 9 | Postup do vyřazovací fáze |
| Ekvádor   | 3 | 1 | 1 | 1 | 4  | 3  | +1  | 4 | Postup do vyřazovací fáze |
| Mexiko    | 3 | 1 | 1 | 1 | 1  | 1  | 0   | 4 | Nepostup ze skupiny       |
| Jamajka   | 3 | 0 | 0 | 3 | 1  | 7  | -6  | 0 | Nepostup ze skupiny       |

| 23. června 2024 00:00 |        |                     |                                                                    |
| Ekvádor               | 1 : 2  | Venezuela           | Levi's Stadium, Santa Clara diváci: 29 864 rozhodčí: Wilmar Roldán |
| Sarmiento 40'         | Report | Cádiz 64' Bello 74' | Levi's Stadium, Santa Clara diváci: 29 864 rozhodčí: Wilmar Roldán |

| 23. června 2024 03:00 |        |         |                                                             |
| Mexiko                | 1 : 0  | Jamajka | NRG Stadium, Houston diváci: 53 763 rozhodčí: Ismail Elfath |
| Arteaga 69'           | Report |         | NRG Stadium, Houston diváci: 53 763 rozhodčí: Ismail Elfath |

| 27. června 2024 00:00                          |        |             |                                                                      |
| Ekvádor                                        | 3 : 1  | Jamajka     | Allegiant Stadium, Las Vegas diváci: 24 074 rozhodčí: Cristian Garay |
| Palmer 13' (vl.) Páez 45+4' (pen.) Minda 90+1' | Report | Antonio 54' | Allegiant Stadium, Las Vegas diváci: 24 074 rozhodčí: Cristian Garay |

| 27. června 2024 03:00 |        |        |                                                                |
| Venezuela             | 1 : 0  | Mexiko | SoFi Stadium, Inglewood diváci: 72 773 rozhodčí: Raphael Claus |
| Rondón 57' (pen.)     | Report |        | SoFi Stadium, Inglewood diváci: 72 773 rozhodčí: Raphael Claus |

| 1. července 2024 02:00 |        |         |                                                                     |
| Mexiko                 | 0 : 0  | Ekvádor | State Farm Stadium, Glendale diváci: 62 565 rozhodčí: Mario Escobar |
|                        | Report |         | State Farm Stadium, Glendale diváci: 62 565 rozhodčí: Mario Escobar |

| 1. července 2024 02:00 |        |                                  |                                                              |
| Jamajka                | 0 : 3  | Venezuela                        | Q2 Stadium, Austin diváci: 20 240 rozhodčí: Maurizio Mariani |
|                        | Report | Bello 49' Rondón 56' Ramírez 85' | Q2 Stadium, Austin diváci: 20 240 rozhodčí: Maurizio Mariani |

### Skupina C
| Tým     | Z | V | R | P | VG | IG | +/- | B | Výsledek                  |
| ------- | - | - | - | - | -- | -- | --- | - | ------------------------- |
| Uruguay | 3 | 3 | 0 | 0 | 9  | 1  | +8  | 9 | Postup do vyřazovací fáze |
| Panama  | 3 | 2 | 0 | 1 | 6  | 5  | +1  | 6 | Postup do vyřazovací fáze |
| USA     | 3 | 1 | 0 | 2 | 3  | 3  | 0   | 3 | Nepostup ze skupiny       |
| Bolívie | 3 | 0 | 0 | 3 | 1  | 10 | -9  | 0 | Nepostup ze skupiny       |

| 24. června 2024 00:00  |        |         |                                                                   |
| USA                    | 2 : 0  | Bolívie | AT&T Stadium, Arlington diváci: 47 873 rozhodčí: Maurizio Mariani |
| Pulisic 3' Balogun 44' | Report |         | AT&T Stadium, Arlington diváci: 47 873 rozhodčí: Maurizio Mariani |

| 24. června 2024 03:00              |        |               |                                                                      |
| Uruguay                            | 3 : 1  | Panama        | Hard Rock Stadium, Miami Gardens diváci: 33 425 rozhodčí: Piero Maza |
| M. Araújo 16' Núñez 85' Viña 90+1' | Report | Murillo 90+5' | Hard Rock Stadium, Miami Gardens diváci: 33 425 rozhodčí: Piero Maza |

| 28. června 2024 00:00    |        |             |                                                                     |
| Panama                   | 2 : 1  | USA         | Mercedes-Benz Stadium, Atlanta diváci: 59 145 rozhodčí: Iván Barton |
| Blackman 26' Fajardo 83' | Report | Balogun 22' | Mercedes-Benz Stadium, Atlanta diváci: 59 145 rozhodčí: Iván Barton |

| 28. června 2024 03:00                                           |        |         |                                                                        |
| Uruguay                                                         | 5 : 0  | Bolívie | MetLife Stadium, East Rutherford diváci: 48 033 rozhodčí: Juan Benítez |
| Pellistri 8' Núñez 21' M. Araújo 77' Valverde 81' Bentancur 89' | Report |         | MetLife Stadium, East Rutherford diváci: 48 033 rozhodčí: Juan Benítez |

| 2. července 2024 03:00 |        |                |                                                                      |
| USA                    | 0 : 1  | Uruguay        | Arrowhead Stadium, Kansas City diváci: 55 460 rozhodčí: Kevin Ortega |
|                        | Report | M. Olivera 66' | Arrowhead Stadium, Kansas City diváci: 55 460 rozhodčí: Kevin Ortega |

| 2. července 2024 03:00 |        |                                      |                                                                |
| Bolívie                | 1 : 3  | Panama                               | Inter&Co Stadium, Orlando diváci: 16 129 rozhodčí: Edina Alves |
| Miranda 69'            | Report | Fajardo 22' Guerrero 79' Yanis 90+1' | Inter&Co Stadium, Orlando diváci: 16 129 rozhodčí: Edina Alves |

### Skupina D
| Tým       | Z | V | R | P | VG | IG | +/- | B | Výsledek                  |
| --------- | - | - | - | - | -- | -- | --- | - | ------------------------- |
| Kolumbie  | 3 | 2 | 1 | 0 | 6  | 2  | +6  | 7 | Postup do vyřazovací fáze |
| Brazílie  | 3 | 1 | 2 | 0 | 5  | 2  | +3  | 5 | Postup do vyřazovací fáze |
| Kostarika | 3 | 1 | 1 | 1 | 2  | 4  | –2  | 4 | Nepostup ze skupiny       |
| Paraguay  | 3 | 0 | 0 | 3 | 3  | 8  | –5  | 0 | Nepostup ze skupiny       |

| 25. června 2024 00:00 |        |            |                                                             |
| Kolumbie              | 2 : 1  | Paraguay   | NRG Stadium, Houston diváci: 67 059 rozhodčí: Darío Herrera |
| Muñoz 32' Lerma 42'   | Report | Enciso 69' | NRG Stadium, Houston diváci: 67 059 rozhodčí: Darío Herrera |

| 25. června 2024 03:00 |        |           |                                                              |
| Brazílie              | 0 : 0  | Kostarika | SoFi Stadium, Inglewood diváci: 67 158 rozhodčí: César Ramos |
|                       | Report |           | SoFi Stadium, Inglewood diváci: 67 158 rozhodčí: César Ramos |

| 29. června 2024 00:00                   |        |           |                                                                      |
| Kolumbie                                | 3 : 0  | Kostarika | State Farm Stadium, Glendale diváci: 27 386 rozhodčí: Gustavo Tejera |
| Díaz 31' (pen.) Sánchez 59' Córdoba 62' | Report |           | State Farm Stadium, Glendale diváci: 27 386 rozhodčí: Gustavo Tejera |

| 29. června 2024 03:00 |        |                                                 |                                                                  |
| Paraguay              | 1 : 4  | Brazílie                                        | Allegiant Stadium, Las Vegas diváci: 46 939 rozhodčí: Piero Maza |
| Alderete 48'          | Report | Vinícius 35, 45+5' Sávio 43' Paquetá 65' (pen.) | Allegiant Stadium, Las Vegas diváci: 46 939 rozhodčí: Piero Maza |

| 3. července 2024 03:00 |        |             |                                                                        |
| Brazílie               | 1 : 1  | Kolumbie    | Levi's Stadium, Santa Clara diváci: 70 971 rozhodčí: Jesús Valeenzuela |
| Raphinha 12'           | Report | Muñoz 45+2' | Levi's Stadium, Santa Clara diváci: 70 971 rozhodčí: Jesús Valeenzuela |

| 3. července 2024 03:00 |        |          |                                                         |
| Kostarika              | 2 : 1  | Paraguay | Q2 Stadium, Austin diváci: 12 765 rozhodčí: Yael Falcón |
| Calvo 3' Alcócer 7'    | Report | Sosa 55' | Q2 Stadium, Austin diváci: 12 765 rozhodčí: Yael Falcón |

## Vyřazovací fáze
Všechny časy zápasů jsou uvedeny v SELČ (UTC +2).
|  | Čtvrtfinále             | Čtvrtfinále              |                                |         | Semifinále  | Semifinále  |  |  | Finále                   | Finále |
|  |                         |                          |                                |         |             |             |  |  |                          |        |
|  | 5. července – Houston   |                          |                                |         |             |             |  |  |                          |        |
|  |                         |                          |                                |         |             |             |  |  |                          |        |
|  | Argentina               | 1 (4)                    |                                |         |             |             |  |  |                          |        |
|  | Argentina               | 1 (4)                    | 10. července – East Rutherford |         |             |             |  |  |                          |        |
|  | Ekvádor                 | 1 (2)                    |                                |         |             |             |  |  |                          |        |
|  | Ekvádor                 | 1 (2)                    | Argentina                      | 2       |             |             |  |  |                          |        |
|  | 6. července – Arlington |                          | Argentina                      | 2       |             |             |  |  |                          |        |
|  |                         | Kanada                   | 0                              |         |             |             |  |  |                          |        |
|  | Venezuela               | Kanada                   | 0                              | 1 (3)   |             |             |  |  |                          |        |
|  | Venezuela               |                          | 15. července – Miami Gardens   | 1 (3)   |             |             |  |  |                          |        |
|  | Kanada                  | 1 (4)                    |                                |         |             |             |  |  |                          |        |
|  | Kanada                  | 1 (4)                    | Argentina                      | 1       |             |             |  |  |                          |        |
|  | 7. července – Glendale  |                          | Argentina                      | 1       |             |             |  |  |                          |        |
|  |                         | Kolumbie                 | 0                              |         |             |             |  |  |                          |        |
|  | Kolumbie                | Kolumbie                 | 0                              | 5       |             |             |  |  |                          |        |
|  | Kolumbie                | 11. července – Charlotte |                                | 5       |             |             |  |  |                          |        |
|  | Panama                  | 0                        |                                |         |             |             |  |  |                          |        |
|  | Panama                  | 0                        | Uruguay                        | 0       | Třetí místo | Třetí místo |  |  |                          |        |
|  | 7. července – Paradise  |                          | Uruguay                        | 0       | Třetí místo | Třetí místo |  |  |                          |        |
|  |                         | Kolumbie                 | 1                              |         |             |             |  |  |                          |        |
|  | Uruguay                 | Kolumbie                 | 1                              | 0 (4)   | Kanada      | 2 (3)       |  |  |                          |        |
|  | Uruguay                 |                          |                                | 0 (4)   | Kanada      | 2 (3)       |  |  |                          |        |
|  | Brazílie                | 0 (2)                    |                                | Uruguay | 2 (4)       |             |  |  |                          |        |
|  | Brazílie                | 0 (2)                    |                                |         | 2 (4)       |             |  |  |                          |        |
|  |                         |                          |                                |         |             |             |  |  | 14. července – Charlotte |        |
|  |                         |                          |                                |         |             |             |  |  |                          |        |

### Čtvrtfinále
| 5. července 2024 03:00 |        |                 |                                                              |
| Argentina              | 1 : 1  | Ekvádor         | NRG Stadium, Houston diváci: 69 456 rozhodčí: Andrés Matonte |
| Li. Martínez 35'       | Report | Rodríguez 90+2' | NRG Stadium, Houston diváci: 69 456 rozhodčí: Andrés Matonte |

|                                             |       | Penaltový rozstřel        |  |
| Messi Álvarez Mac Allister Montiel Otamendi | 4 : 2 | Mena Minda Yeboah Caicedo |  |

| 6. července 2024 03:00 |        |                 |                                                                 |
| Venezuela              | 1 : 1  | Kanada          | AT&T Stadium, Arlington diváci: 51 080 rozhodčí: Wilton Sampaio |
| Rondón 65'             | Report | Shaffelburg 13' | AT&T Stadium, Arlington diváci: 51 080 rozhodčí: Wilton Sampaio |

|                                            |       | Penaltový rozstřel                         |  |
| Rondón Herrera Rincón Savarino Cádiz Ángel | 3 : 4 | David Millar Bombito Eustáquio Davies Koné |  |

| 7. července 2024 00:00                                               |        |        |                                                                        |
| Kolumbie                                                             | 5 : 0  | Panama | State Farm Stadium, Glendale diváci: 39 740 rozhodčí: Maurizio Mariani |
| Córdoba 8' Rodríguez 15' (pen.) Díaz 41' Ríos 70' Borja 90+4' (pen.) | Report |        | State Farm Stadium, Glendale diváci: 39 740 rozhodčí: Maurizio Mariani |

| 7. července 2024 03:00 |        |          |                                                                    |
| Uruguay                | 0 : 0  | Brazílie | Allegiant Stadium, Paradise diváci: 55 770 rozhodčí: Darío Herrera |
|                        | Report |          | Allegiant Stadium, Paradise diváci: 55 770 rozhodčí: Darío Herrera |

|                                                 |       | Penaltový rozstřel                      |  |
| Valverde Bentancur de Arrascaeta Giménez Ugarte | 4 : 2 | Militão Pereira Douglas Luiz Martinelli |  |

### Semifinále
| 10. července 2024 02:00 |        |        |                                                                      |
| Argentina               | 2 : 0  | Kanada | MetLife Stadium, East Rutherford diváci: 80 102 rozhodčí: Piero Maza |
| Álvarez 22' Messi 51'   | Report |        | MetLife Stadium, East Rutherford diváci: 80 102 rozhodčí: Piero Maza |

| 11. července 2024 02:00 |        |           |                                                                         |
| Uruguay                 | 0 : 1  | Kolumbie  | Bank of America Stadium, Charlotte diváci: 70 644 rozhodčí: César Ramos |
|                         | Report | Lerma 39' | Bank of America Stadium, Charlotte diváci: 70 644 rozhodčí: César Ramos |

### O 3. místo
| 14. července 2024 02:00 |        |                           |                                                                            |
| Kanada                  | 2 : 2  | Uruguay                   | Bank of America Stadium, Charlotte diváci: 24 386 rozhodčí: Alexis Herrera |
| Kone 22' David 80'      | Report | Bentancur 8' Suarez 90+2' | Bank of America Stadium, Charlotte diváci: 24 386 rozhodčí: Alexis Herrera |

|                                     |       | Penaltový rozstřel                   |  |
| David Bombito Kone Choiniere Davies | 3 : 4 | Valverde Bentancur Arrascaeta Suarez |  |

### Finále
| 15. července 2024 02:00 |        |          |                                                          |
| Argentina               | 1 : 0  | Kolumbie | Hard Rock Stadium, Miami Gardens rozhodčí: Raphael Claus |
| Martínez 112'           | Report |          | Hard Rock Stadium, Miami Gardens rozhodčí: Raphael Claus |